# Purple software
Purple software（パープルソフトウェア）は、株式会社クリアブルーコミュニケーションズのアダルトゲームブランド。

## 概要
1998年に、株式会社ジャストのブランド、Purple（パープル）として発足した。ブランド名は、『源氏物語』の紫の上が由来。2001年に有限会社ライリィ（現：クリアブルーコミュニケーションズ）へ譲渡され、ブランド名を現行のものに変更して現在へ至る。
『天使達の午後 SEASON 2001』から『奏 -カナデ-』までは、企画・開発を有限会社シルバーが行っていた。
姉妹ブランドに、Purple software delight（パープルソフトディライト）、株式会社XEROから譲渡されたしとろんソフトを持つ。また、過去にはJEWELRY（ジュエリー）とボーイズラブゲームブランドのAdel（アーデル）のMONOCEROS事業部を持っていたが、JEWELRYは有限会社グローヴへ移籍、MONOCEROS事業部は有限会社ビットクリエイトを設立するなど、各々が独立の道を歩んだ。
上記以外の活動としては、株式会社彩牙のブランド、ALcotのENGAGE LINKSで販売を担当していた。
また、ハピメアの劇中登場人物の衣類を再現したパーカーなどを、OVERDRIVEの協力を得て制作。その後AnotherAngleというブランドのもと、ゆずソフト、クロシェットなど他社ゲームや一般アニメ作品のデザインによるアパレル製品も、「日常使用できる出来る愛着」というコンセプトの元に制作・販売している。
『16bitセンセーション』商業誌版およびアニメ版では、Purple software及び社長の石川が版権許諾協力としてクレジットされている。

## 作品一覧

### Purple
- 1998年10月16日 - 世界の果ての物語
- 1999年3月12日 - 夢幻 〜虚実と真実〜
- 1999年10月15日 - かすみ遊戯
- 2000年1月28日 - Lien 〜終わらない君の唄〜[6]
- 2000年7月28日 - 追憶
- 2001年4月27日 - パープルファンディスク
- 2001年9月7日 - 天使達の午後 SEASON 2001[7][8]
- 発売中止 - 追憶2（仮名）
- 発売中止 - Lien2（仮名）
- 発売中止 - かすみ遊戯2（仮名）[9]

### Purple software
| #     | 発売日         | タイトル                          | 原画                             | シナリオ                             |
| ----- | -------------- | --------------------------------- | -------------------------------- | ------------------------------------ |
| 1     | 2002年4月26日  | はっぴ〜ぶり〜でぃんぐ            | 岩崎考司                         | 島津出水                             |
| 2     | 2002年6月28日  | 奏 -カナデ-                       | vogue                            | 田中一郎                             |
| 3     | 2003年2月28日  | 夏色小町                          | 月杜尋、悠樹真琴                 | 片桐政、山田光一郎                   |
| 1 FD  | 2003年5月4日   | はぴぶりいまさらふぁんでぃすく    | 岩崎考司                         | 島津出水                             |
| 4     | 2003年11月28日 | 夏恋〜karen〜                     | zinno、岩崎考司                  | 青木摩周、稲妻號                     |
| 5     | 2004年6月4日   | まじぷり -Wonder Cradle-          | 岩崎考司                         | 山田光一郎                           |
| 5 FD  | 2004年8月13日  | まじぷり ふぁんでぃすく           | 岩崎考司                         | 山田光一郎                           |
| 6     | 2005年2月25日  | 秋色恋華                          | 月杜尋、悠樹真琴                 | 島津出水、秋史恭、北川晴、山田光一郎 |
| 6 FD  | 2005年8月12日  | 秋色謳華                          | 月杜尋、悠樹真琴                 | 山田光一郎                           |
| 7     | 2006年2月24日  | あると                            | 岩崎考司                         | 北川晴、守屋天、秋史恭               |
| 7 FD  | 2006年8月11日  | みはる -あるとアナザーストーリー- | 岩崎考司                         | 守屋天                               |
| 8     | 2007年2月2日   | プリミティブリンク                | 月杜尋、悠樹真琴                 | 山田光一郎                           |
| 9     | 2007年8月17日  | 天使のたまご                      | zinno                            | 東トナタ、HARE                       |
| 10    | 2007年11月30日 | 明日の君と逢うために              | まっぴーらっく                   | 鏡遊、北川晴                         |
| (6)   | 2008年2月22日  | 秋箱                              |                                  |                                      |
| 11    | 2008年7月31日  | 春色桜瀬                          | 月杜尋、悠樹真琴                 | 東トナタ、有馬ケンジ                 |
| 10 FD | 2008年10月24日 | 明日の七海と逢うために            | まっぴーらっく                   | 鏡遊                                 |
| (7)   | 2009年5月29日  | あるみ箱                          |                                  |                                      |
| 12    | 2009年8月28日  | メモリア                          | 皐月徒兎、薩摩屋蒸気             | 比高海、北川晴、風雅                 |
| 13    | 2009年9月25日  | Signal Heart                      | zinno、悠樹真琴、tukinan         | 東トナタ、北川晴、がのす             |
| (10)  | 2009年11月27日 | 明日の君と逢うために COMPLETE BOX |                                  |                                      |
| 13 FD | 2009年12月27日 | Signal Heart ぷらす               | zinno、悠樹真琴、tukinan         | Hatsu、観港海                        |
| 14    | 2010年3月26日  | 夏に奏でる僕らの詩                | 月杜尋                           | 冬雀、森崎亮人                       |
| 15    | 2010年12月24日 | 初恋サクラメント                  | 三日月モ、皐月徒兎、鳥取砂丘     | なかひろ                             |
| 16    | 2011年9月2日   | 未来ノスタルジア                  | 克、siki                         | 鏡遊、tiro                           |
| 17    | 2012年5月25日  | しあわせ家族部                    | 悠樹真琴、月杜尋、きくらげ       | 若瀬諒、tiro                         |
| 18    | 2013年2月28日  | ハピメア                          | 克、月杜尋、こもわた遙華         | 森崎亮人                             |
| (17)  | 2013年5月31日  | 未来ノスタルジア 新装版           |                                  |                                      |
| 18 FD | 2014年2月28日  | ハピメア Fragmentation Dream      | 克、月杜尋                       | 森崎亮人                             |
| 19    | 2015年4月24日  | クロノクロック                    | 克、月杜尋、こもわた遙華         | 御影、溝淵涼                         |
| 20    | 2016年7月29日  | アマツツミ                        | 克、月杜尋、鳥取砂丘             | 御影、他                             |
| 21    | 2017年11月24日 | アオイトリ                        | 克、あきお、安納エイト           | 御影、緒乃ワサビ、他                 |
| 22    | 2019年3月29日  | リアライブ                        | 克、むちゃ、こもわた遙華         | なかひろ                             |
| 23    | 2020年8月28日  | 青春フラジャイル                  | 克、鳥取砂丘                     | 鏡遊、保住圭、はまぐり孤之助         |
| 24    | 2021年12月24日 | クナド国記                        | アサヒナヒカゲ、克、こもわた遙華 | 御影                                 |
| 25    | 2022年10月28日 | クリミナルボーダー 1st offence    | さめまんま、CHIHIRO              | かずきふみ                           |
| 26    | 2023年5月26日  | クリミナルボーダー 2nd offence    | さめまんま、CHIHIRO              | かずきふみ                           |
| 26    | 2023年5月26日  | ハピメア REGRET END               | 克、月杜尋                       | 森崎亮人                             |
| 27    | 2023年11月24日 | クリミナルボーダー 3rd offence    | さめまんま、CHIHIRO              | かずきふみ                           |
| 27    | 2024年5月31日  | クリミナルボーダー life sentence  | さめまんま、CHIHIRO              | かずきふみ                           |
| 28    | 2024年10月25日 | ムーン・ゴースト                  | すこやかグミ                     | 御影                                 |
| 29    | 2024年11月29日 | リップリップルズ                  | 夏空きらやか                     | 此ノ花しな                           |
| 30    | 2025年9月26日  | 何度目かのはじめまして            | 克                               | さかき傘                             |

#### ボンボンカンパニー
- 2012年8月24日 - 貧は僕らの福の神 〜貧乏の神さまだって幸せになりたいと思っているのだ〜
- 2013年6月28日 - あかばんず 〜リアルな世界で僕が君にできること〜
- 2013年8月30日 - LOVE&PISS 〜少女のガマンが世界を救う〜

#### TinyBell
- 2013年7月26日 - 閉じたセカイのトリコロニー

#### Felicia
- 2012年9月28日 - 優しい魔法の唱え方

#### Purple software delight
- 2010年9月24日 - Orange Memories
- 2011年4月28日 - Primary Step[19]

#### しとろんソフト
2010年以前の作品に関しては
- 2011年3月31日 - 初恋タイムカプセル 〜幼馴染とキャッキャうふふ〜

#### JEWELRY
- 2002年2月28日 - パールな気分で 〜明日に向かって歩こう〜
- 2002年5月31日 - 璃瑠・瑪瑠姉妹のもっと×2 おしえて♥お兄ちゃん先生
- 2002年10月25日 - 虹色水晶
- 2002年12月20日 - 宅配恋愛倶楽部サファイア
- 2003年2月28日 - ダイアの約束 〜逢いたくて〜
- 2003年3月28日 - 瑪瑙くんのおしえて♥お姉ちゃん先生

#### Adel
- 2001年9月28日 - ESCAPE

## インターネットラジオ
ほめられてのびるらじおPP
2007年3月より音泉で配信。ぱれっととの共同企画によるものであり、タイトルにある「PP」も両社の頭文字から取ったものである。

## 主なスタッフ
原画家
- 月杜尋
- 湯（ゆ） - 実際のゲーム制作では主にディレクターを担当。
- 克（こく）

シナリオライター
- tiro

プログラマー
- 河合優子

プロデューサー
- 石川泰 - 有限会社シルバーを経て、Purple software代表に就任。
- 松島詩史 - 有限会社スタジオラインを経て、WHITESOFTに移籍。

元スタッフ
- みやび - 広報。2007年12月に退社。3年を経て2010年10月8日、新規ブランドAileを設立。
- 守屋天（もりや たかし） - シナリオ。退社後は、Rosebleuへ移籍。
- 岩崎考司 - 原画。在職中の2007年に逝去。
- 東トナタ - シナリオ。2010年退社。
- 悠樹真琴 - 原画。2012年退社。